# Philisca
Philisca is een geslacht van spinnen uit de  familie van de Anyphaenidae (buisspinnen).

## Soorten
- Philisca accentifera Simon, 1904
- Philisca amoena (Simon, 1884)
- Philisca chilensis (Mello-Leitão, 1951)
- Philisca doilu (Ramírez, 1993)
- Philisca gayi (Nicolet, 1849)
- Philisca hahni Simon, 1884
- Philisca huapi Ramírez, 2003
- Philisca hyadesi (Simon, 1884)
- Philisca ingens Berland, 1924
- Philisca obscura Simon, 1886
- Philisca ornata Berland, 1924
- Philisca puconensis Ramírez, 2003
- Philisca tripunctata (Nicolet, 1849)